# Стерлитамак
Стерлитама́к (баш. МФА: Стәрлетамаҡо файле) — город в России, второй (после Уфы) по численности населения город в Башкортостане, административный центр Стерлитамакского района, в состав которого не входит. Город республиканского значения, образует городской округ город Стерлитамак.
Крупный центр химической промышленности и машиностроения, один из центров Стерлитамакской агломерации.
Основан в 1735 году как почтовая станция Ашкадарский Ям, статус города присвоен в 1781 году. В прошлом уездный город Уфимской области Уфимского наместничества (1781/82—1796); Оренбургской губернии (1796—1865), Уфимской губернии (1865—1920), столица Автономной Советской Башкирской Республики (1919—1922), а также административный центр Стерлитамакского кантона (1920—1930) и Стерлитамакской области БАССР (1952—1953).

## Этимология
Название города появилось путём слияния двух слов: названия реки Стерли, протекающей через город, и башкирского слова «тамаҡ» (устье, горло), то есть в переводе название Стерлитамак означает «Устье реки Стерли».

## Физико-географическая характеристика
Город расположен на левом берегу реки Белой, в 121 км к югу от Уфы, немного южнее географического центра Башкирии. К востоку от города (примерно в 50 км) расположены Уральские горы, на западе начинается Восточно-Европейская равнина. В окрестностях Стерлитамака (в долине р. Белой) находятся шиханы (Юрак-тау, Куштау, Шахтау (срыта до основания), Тратау), являющиеся уникальными геологическими памятниками природы. В районе горы Куштау действуют детские оздоровительные лагеря, дом отдыха «Шиханы» с горнолыжным комплексом «Куштау», имеющий горнолыжные трассы, оборудованные подъёмниками. В 15 км от города расположен Стерлитамакский аэропорт (на данный момент он закрыт). Примерно в 100 км от Стерлитамака находится международный аэропорт Уфа.
Изначально Стерлитамак строился в междуречье Ашкадара и Стерли (где сейчас находится исторический центр города, так называемый Старый город). Впоследствии Стерлитамак застраивался преимущественно на запад и север.
Ближайшие крупные населённые пункты: города Ишимбай (21 км к юго-востоку) и Салават (26 км к югу). Вместе с ними Стерлитамак является одним из центров Южно-Башкортостанской полицентрической агломерации с мощным производственным потенциалом и населением около 600 тыс. человек.
В центральной части города протекает река Стерля, впадая в реку Ашкадар в восточной части Стерлитамака. Через Стерлю в черте города проведено пять автодорожных мостов (см. Транспорт) и один железнодорожный. В юго-восточной части река Ашкадар отделяет район Заашкадарье от основной части города. К востоку от Стерлитамака протекает река Белая, по которой проходит граница между Стерлитамакским и Ишимбайским районами республики. На юге, в районе Машзавода, город ограничивает река Ольховка — левый приток Ашкадара.
Климат
Климат умеренный континентальный. Зима довольно холодная и снежная. Лето тёплое, иногда жаркое:
- Среднегодовая температура воздуха — 4,1 °C;
- Относительная влажность воздуха — 72,0 %;
- Средняя скорость ветра — 3,5 м/с.

| Показатель                    | Янв.  | Фев.  | Март  | Апр. | Май  | Июнь | Июль | Авг. | Сен. | Окт. | Нояб. | Дек.  | Год |
| ----------------------------- | ----- | ----- | ----- | ---- | ---- | ---- | ---- | ---- | ---- | ---- | ----- | ----- | --- |
| Средний суточный максимум, °C | −9,9  | −8,3  | −1,1  | 11,6 | 21,3 | 25,2 | 27   | 24,9 | 18,8 | 8,5  | −0,7  | −6,4  | 9,2 |
| Средняя температура, °C       | −12,2 | −11,7 | −5,3  | 5,7  | 13,8 | 18,8 | 20,4 | 17,8 | 11,9 | 4,8  | −4    | −10,5 | 4,1 |
| Средний суточный минимум, °C  | −18,9 | −18,5 | −11,5 | 0,3  | 7,3  | 11,9 | 14,2 | 11,7 | 6,7  | 0    | −7,7  | −14,6 | 0,3 |
| Норма осадков, мм             | 47    | 35    | 32    | 29   | 44   | 54   | 60   | 59   | 43   | 51   | 46    | 53    | 553 |
| Источник: .                   |       |       |       |      |      |      |      |      |      |      |       |       |     |

Часовой пояс
Стерлитамак находится в часовой зоне МСК+2. Смещение применяемого времени относительно UTC составляет +5:00.

## История
История города Стерлитамака берёт своё начало в XVIII веке. В 1730-х годах правительство Российской империи учредило почтовые станции (ямы) на пути от Уфы до Оренбурга. Одной из таких станций стал Ашкадарский почтовый ям в Уфимской провинции.

### Основание солеводной пристани
В 1765—1766 годах по проекту С. Н. Тетюшева (род. 1726; умер не ранее 1767) построена соляная пристань для перевозки соли из Илецкой Защиты (действовала до 1810). Тетюшев был довольно известным предпринимателем, имевшим опыт поставки товаров в русскую армию и императорский дворец. Он успешно сочетал коммерцию с чиновничьей деятельностью. В 1763 году ему был пожалован чин надворного советника, а в 1765 — коллежского советника в связи с назначением в Башкирию. Высокие связи позволили Савве обратиться с деловой инициативой к самой императрице Екатерине Великой.
Тетюшев предложил проект строительства пристани для приёма илецкой соли, помимо уже существовавших в Бугульчане и Табынске «при речке Ашкадаре, впадающей в Белую реку, по которой соль судами отправляема будет. Расстояние от пристани до впадения Ашкадара в Белую 3 версты 150 сажен».
Масса поставленной соли должна была достичь миллиона пудов.
Проект с приложенными к нему примечаниями оренбургского губернатора был утверждён высочайшим указом от 19 января 1766 года.
Первый караван с илецкой солью, ушедший с пристани весной 1767 года, составил не обещанный миллион пудов, а втрое меньше. Вскоре обнаружились недостатки выбранного под пристань места, и по предложению председателя Соляной комиссии России генерал-поручика П. Д. Еропкина от 30 ноября 1769 года соляная пристань с мелководной реки Ашкадар была перенесена на прежнее место у урочища Бугульчан на реке Белой. Однако от стерлитамакской пристани продолжали отправлять барки с другими грузами, масса которых во много раз превышала массу ранее вывозимой соли.
С возникновением пристани устоявшегося её названия ещё не было. В 1766 году возчики илецкой соли из Бугульчана именовали её Ашкадарской. Николай Рычков, описывая пристань, также называет её Ашкадарской. В 1770 году И. И. Лепёхин упоминает Стерлитамакскую пристань, так же называет её во всех своих рапортах Тетюшев. Оба названия были в ходу одновременно, второе название укрепилось в качестве официального именно потому, что фигурировало в бумагах Тетюшева.

### В годы Пугачёвского бунта
На седьмой год своего существования небольшая крепость Стерлитамакской пристани волею судьбы была вовлечена в крупное историческое событие — через неё в течение двух лет прокатывались волны Пугачёвского бунта, вошедшего в советскую историографию как Крестьянская война 1773—1775 годов.
9 октября оренбургский губернатор Иван Андреевич Рейнсдорп направил уфимскому воеводе полковнику А. Н. Борисову ордер с требованием срочно собрать и отправить на помощь Оренбургской крепости 5000 башкирских воинов. Воевода объявил мобилизацию, назначив сборным пунктом Стерлитамакскую пристань. Однако многотысячный конный отряд башкир и мишарей использовать в обороне Оренбурга так и не удалось. Пока власти почти месяц формировали из двух с половиной тысяч вооружённых ополченцев четыре отдельных отряда, вокруг пристани разъезжали агитаторы примкнувшего к Пугачёву старшины Кинзи Арсланова, которые разглашали, что под Оренбургом находится их «государь истинный император Пётр III». Агитация была вполне успешна.
Отряды, отправленные в конце октября — начале ноября из стерлитамакского сборного пункта на борьбу с мятежниками, почти полностью перешли на сторону повстанцев. Во главе одного из них, отряда из 95 башкир Шайтан-Кудейской волости, стоял юный Салават Юлаев. В ночь на 19 ноября у стен пристани появились четыре тысячи башкир (по другим источникам — восемь тысяч) под командой пугачёвских полковников Каскына Самарова, Канбулата Юлдашева и Караная Муратова.
Защищал соляную пристань гарнизон из 70 солдат во главе с майорами Н. И. Головым и И. К. Маршиловым. Однако оба майора, прапорщик Ветошников и «верные» башкирские старшины Кулый Болтачев и Шарип Кииков в сопровождении нагайбакских казаков бежали в Уфу. Появившись там 19 ноября, объявили о падении пристани, однако она держалась до 22 ноября.
Оборонять пристань остались присланный накануне из Казани капитан Иван Богданов с солдатами и гарнизон пристани с капитаном Антоном Гуровым.
Стерлитамакская пристань оставалась в руках повстанцев до 30 марта 1774 года и была освобождена правительственными войсками под командой секунд-майора С. М. Тютчева. Но и позднее она подвергалась частым нападениям со стороны башкирских повстанческих отрядов. Защищали её две роты Санкт-Петербургского карабинерного полка под командованием подполковника Ивана Карповича Рылеева. Части этого полка охраняли Ново-Московскую дорогу — главную коммуникацию между Казанью и Оренбургом, одновременно участвуя в боях с пугачёвскими отрядами в центральной части Оренбургской губернии.
В середине мая 1774 года подполковник Рылеев выступил против Караная Муратова, собиравшего отряды в верховьях Уршака и Дёмы. 18 мая произошёл бой между деревнями Уршакбаш-Карамалы и Каркали. Потеряв 60 человек, Рылеев с гусарами и карабинерами вынужден был отступить к деревне Мурзалар в 12 вёрстах от пристани, где они в течение трёх суток отбивались от пугачёвцев. Шум боя доносился до Стерлитамака. 20 мая Рылееву удалось прорваться на место дислокации. Пугачёвцы окружили пристань, разграбили и сожгли склады с продовольствием.
1 и 2 июля Каранай Муратов с Кусяпкулом Азатбаевым снова дважды пытались взять пристань. 5 июля между пристанью и Аллагуватским ямом Каранай пытался преградить путь корпусу генерала П. М. Голицына, совершавшему поход от Оренбурга к Уфе, но потерпел поражение. Это было последнее значительное событие Крестьянской войны, произошедшее в окрестностях Стерлитамака.

### Уездный город
Высочайшим указом от 23 декабря 1781 года в связи с созданием в рамках Уфимского наместничества Стерлитамакского уезда велено с апреля 1782 года Стерлитамакскую солеводную пристань возвести в степень уездного города. Способствовало этому возвышению удобство расположения пристани.
Как все уездные города, Стерлитамак получил свой герб: «В верхней части щита герб Уфимский (бегущая куница в серебряном поле, в знак таковых зверей изобилия). В нижней — три плавающие серебряные гуси в голубом поле, в знак великого изобилия оных птиц». Герб был высочайше утверждён 8 июня 1782 года.
Уфимское наместничество просуществовало 15 лет, преобразовавшись в 1796 году в Оренбургскую губернию. Стерлитамак остаётся уездным городом.
В 1839 году открыта церковно-приходская школа с двухгодичным сроком обучения. В 1837—1864 годах возводится собор Казанской Божьей Матери.

### Февральская и Октябрьская революции
После Февральской революции в Стерлитамаке сформировался уездный Комитет общественных организаций, был организован городской отряд милиции. Одновременно с 15 марта 1917 года в городе действовал Совет рабочих и солдатских депутатов, большинство мест в котором занимали эсеры и меньшевики.
30 октября 1917 года на совместном собрании Комитета общественных организаций и Совета рабочих и солдатских депутатов прибывший из Уфы большевик Чеверёв сообщил о переходе власти в губернии в руки Советов. 31 октября на городском митинге были организованы ревком и уездный Совет народных комиссаров под председательством солдата Владимира Красильникова. В 1917 году начала издаваться газета «Рабочий и солдат».

### Гражданская война
Весной 1918 года шло формирование революционных отрядов красных, в июне в условиях чрезвычайного положения власть передана ревкому под председательством Василия Прозоровского.
12 июля в Стерлитамак внезапно с боем входят чехословаки. Красные были застигнуты врасплох и отступили на правый берег реки Ашкадар и дальше — к селу Петровскому. Оттуда стерлитамакские отряды двинулись на соединение с отрядами Блюхера и Каширина. В оставленном красными Стерлитамаке утвердилась власть Комуча (Комитет защиты Учредительного Собрания). Войска Красной армии снова вошли в Стерлитамак 29 декабря 1918 года в виде конницы 20-й Пензенской стрелковой дивизии, входившей в состав 1-й армии.
5 апреля 1919 года в город вошли части армии Колчака. В конце мая 1919 года город снова был занят частями Красной армии.
20 августа 1919 года в Стерлитамак прибыл Башкирский военно-революционный комитет — правительство АСБР. В 1919—1922 годах Стерлитамак — столица Автономной Советской Башкирской Республики (1919—1922). В 1920—1930 годах — административный центр Стерлитамакского кантона.

### Советский период
В 1930 году было проведено районирование административного устройства. Стерлитамак становится центром Стерлитамакского района. 16 мая 1932 года юго-восточнее Стерлитамака, на территории будущего города Ишимбая, началась добыча нефти. Впоследствии Ишимбай получил титул столицы Второго Баку. В связи с освоением ишимбайской нефти в 1933—1934 годах построена железная дорога Уфа — Ишимбаево, проходившая через Стерлитамак (до этого город не имел железнодорожного сообщения). 12 сентября 1934 года в Стерлитамак прибыл первый товарный поезд. Третью пятилетку Стерлитамак начинает уже крупным промышленным центром.
В годы Великой Отечественной войны в Стерлитамак было эвакуировано множество промышленных предприятий: Одесский станкостроительный завод имени Ленина, оборудование завода № 59 наркомата боеприпасов имени Г. И. Петровского из Ворошиловградской области, Славянского и Донецкого содовых заводов, Ново-Подольского, Брянского, Волховского цементных заводов, Бакинского завода «Красный пролетарий», Конгрессовского сахарного завода, два цеха, обувная фабрика и учебная часть Московского кожевенно-обувного комбината. С началом войны в город был переведён трест «Башнефтеразведка». Специально для строительства военного завода № 850 в 1941 году была сформирована особая строительно-монтажная часть (ОСМЧ-50), преобразованная в 1944 году в трест № 50, а в 1947 году — в трест «Стерлитамакстрой». В 1943 году введён в строй завод № 850 наркомата боеприпасов, нынешний ФКП «Авангард». В 1944 году введён в эксплуатацию завод № 880 по выпуску авиабомб, сегодняшний «Строймаш».
В 1952—1953 годах является административным центром Стерлитамакской области Башкирской АССР.
В 1960 году введён в строй завод синтетического каучука, ныне ОАО «Синтез-Каучук», была построена первая городская АТС. В 1961 году запущена первая троллейбусная линия в Башкирской АССР. В 1964 году введён в эксплуатацию химический завод (ныне АО «Башкирская содовая компания»).
В связи с резким ростом населения в 1960-х годах было принято решение о застройке Стерлитамака на восток, к реке Белой, и постройке объездной дороги для грузового транспорта с запада сразу для двух городов: Стерлитамака и Салавата.
В 1983 году начато строительство нового Стерлитамакского машиностроительного завода для производства самоходок 2С19 «Мста-С», производство которых началось пятью годами позже параллельно с гражданской продукцией для сельского хозяйства (например, установок подготовки воды, бутылко- и ящикомоечных машин) и продолжалось до 1992 — в общей сложности выпущено 300 машин. В 2010-е гг. завод обанкротился и прекратил своё существование.
Законом Республики Башкортостан от 25 июля 2001 года № 235-з Об установлении границ муниципальных образований в Республике Башкортостан город был разделен на 3 муниципальных образований:
1. Ашкадарское 2. Стерлинское 3. Шахтау
Данный Закон утратил силу с 17 декабря 2004 года, когда был принят Закон Республики Башкортостан от 17.12.2004 N 126-з «О границах, статусе и административных центрах муниципальных образований в Республике Башкортостан».

## Население
| 1795     | 1829     | 1847     | 1855     | 1856     | 1862     | 1870     | 1878     | 1887     | 1897     | 1907     | 1913     |
| -------- | -------- | -------- | -------- | -------- | -------- | -------- | -------- | -------- | -------- | -------- | -------- |
| 675      | ↗2332    | ↗4160    | ↗5543    | ↘5500    | ↗6234    | ↗6896    | ↗7316    | ↗9517    | ↗15 550  | ↗15 620  | ↗16 847  |
| 1916     | 1926     | 1931     | 1939     | 1943     | 1944     | 1945     | 1946     | 1947     | 1959     | 1962     | 1967     |
| ↗17 901  | ↗24 609  | ↘23 700  | ↗38 786  | ↗58 200  | ↘53 400  | ↘52 400  | ↗56 500  | ↗59 200  | ↗111 572 | ↗131 000 | ↗162 000 |
| 1970     | 1973     | 1975     | 1976     | 1979     | 1982     | 1985     | 1986     | 1987     | 1989     | 1990     | 1991     |
| ↗185 956 | ↗203 000 | ↗211 000 | →211 000 | ↗220 462 | ↗230 000 | ↗236 000 | →236 000 | ↗251 000 | ↘247 736 | ↗250 000 | ↗252 000 |
| 1992     | 1993     | 1994     | 1995     | 1996     | 1997     | 1998     | 1999     | 2000     | 2001     | 2002     | 2003     |
| ↗254 000 | →254 000 | ↗256 000 | ↗259 000 | ↗261 000 | ↘259 000 | ↗262 000 | ↗263 600 | ↗265 200 | ↗266 800 | ↘264 362 | ↗264 400 |
| 2004     | 2005     | 2006     | 2007     | 2008     | 2009     | 2010     | 2011     | 2012     | 2013     | 2014     | 2015     |
| ↗264 500 | ↗265 000 | ↗265 500 | ↗266 200 | ↗268 303 | ↗269 729 | ↗273 486 | ↘273 400 | ↗274 382 | ↗275 798 | ↗277 048 | ↗278 678 |
| 2017     | 2018     | 2019     | 2020     | 2021     |          |          |          |          |          |          |          |
| ↗280 233 | ↘279 626 | ↘278 127 | ↘276 394 | ↗277 410 |          |          |          |          |          |          |          |

На 1 января 2025 года по численности населения город находился на 72-м месте из 1124 городов Российской Федерации.
Согласно прогнозу Минэкономразвития России, опубликованному в 2018 году, предполагалось, что численность населения Стерлитамака к 2024 году возрастёт до 295,20 тысяч человек, а к 2035 году — до 312,45 тысяч человек.

### Национальный состав
| Национальность               | Перепись 1979 | Перепись 1979 | Перепись 1989 | Перепись 1989 | Перепись 2002 | Перепись 2002 | Перепись 2010 | Перепись 2010 |
| Национальность               | числен- ность | доля          | числен- ность | доля          | числен- ность | доля          | числен- ность | доля          |
| ---------------------------- | ------------- | ------------- | ------------- | ------------- | ------------- | ------------- | ------------- | ------------- |
| Русские                      | 121 492       | 55,11 %       | 128 849       | 52,01 %       | 131 479       | 49,33 %       | 133 115       | 49,46 %       |
| Татары                       | 52 075        | 23,62 %       | 60 947        | 24,60 %       | 60 779        | 22,99 %       | 64 310        | 23,90 %       |
| Башкиры                      | 21 299        | 9,66 %        | 27 663        | 11,17 %       | 41 208        | 15,59 %       | 42 497        | 15,79 %       |
| Чуваши                       | 9 536         | 4,33 %        | 12 200        | 4,92 %        | 13 997        | 5,29 %        | 14 309        | 5,32 %        |
| Украинцы                     | 7 727         | 3,50 %        | 8 375         | 3,38 %        | 6 661         | 2,52 %        | 5 104         | 1,90 %        |
| Мордва                       | 4 384         | 1,99 %        | 5 267         | 2,13 %        | 4 964         | 1,88 %        | 4 091         | 1,52 %        |
| Азербайджанцы                | н.д.          | н.д.          | н.д.          | н.д.          | н.д.          | н.д.          | 889           | 0,33 %        |
| Армяне                       | н.д.          | н.д.          | н.д.          | н.д.          | н.д.          | н.д.          | 566           | 0,21 %        |
| Узбеки                       | н.д.          | н.д.          | н.д.          | н.д.          | н.д.          | н.д.          | 532           | 0,20 %        |
| Немцы                        | н.д.          | н.д.          | н.д.          | н.д.          | н.д.          | н.д.          | 527           | 0,20 %        |
| Белорусы                     | 760           | 0,34 %        | 777           | 0,31 %        | 621           | 0,23 %        | 486           | 0,18 %        |
| Марийцы                      | 796           | 0,36 %        | 950           | 0,38 %        | 541           | 0,20 %        | 449           | 0,17 %        |
| Вьетнамцы                    | н.д.          | н.д.          | н.д.          | н.д.          | н.д.          | н.д.          | 268           | 0,10 %        |
| Казахи                       | н.д.          | н.д.          | н.д.          | н.д.          | н.д.          | н.д.          | 262           | 0,10 %        |
| Цыгане                       | н.д.          | н.д.          | н.д.          | н.д.          | н.д.          | н.д.          | 228           | 0,08 %        |
| Таджики                      | н.д.          | н.д.          | н.д.          | н.д.          | н.д.          | н.д.          | 226           | 0,08 %        |
| Грузины                      | н.д.          | н.д.          | н.д.          | н.д.          | н.д.          | н.д.          | 115           | 0,04 %        |
| Метисы                       | н.д.          | н.д.          | н.д.          | н.д.          | н.д.          | н.д.          | 102           | 0,04 %        |
| Всего указали национальность | 220 462       | 100,00 %      | 247 736       | 100,00 %      | 264 362       | 100,00 %      | 269 118       | 100,00 %      |

По итогам переписи населения 2020 года проживали следующие национальности (национальности менее 0,1 % и другое см. в сноске к строке «Другие»):
| Национальность | Численность, чел. | Доля     |
| -------------- | ----------------- | -------- |
| Русские        | 142 153           | 51,24 %  |
| Татары         | 59 713            | 21,53 %  |
| Башкиры        | 49 846            | 17,97 %  |
| Чуваши         | 9998              | 3,60 %   |
| Украинцы       | 1873              | 0,68 %   |
| Мордва         | 1719              | 0,62 %   |
| Узбеки         | 804               | 0,29 %   |
| Азербайджанцы  | 723               | 0,26 %   |
| Армяне         | 523               | 0,19 %   |
| Таджики        | 467               | 0,17 %   |
| Другие         | 9591              | 3,45 %   |
| Итого          | 277 410           | 100,00 % |

### Языки
При переписи 2010 года по критерию родного языка население городского округа Стерлитамак распределялось следующим образом:
- русский язык — 62,15 %,
- татарский язык — 19,86 %,
- башкирский язык — 12,21 %,
- чувашский язык — 3,44 %,
- мордовский язык — 0,77 %,
- украинский язык — 0,36 %.

При Всероссийской переписи населения 2020 года 8960 жителей Стерлитамака не указали родной язык, а 268 450 — указали. Из них наибольшее количество родным языком указали:
- русский язык — 159 488 человек,
- татарский язык — 50 840 человек,
- башкирский язык — 45 422 человека,
- чувашский язык — 7623 человека.

## Территориальное деление
Город условно разделён на две части — западную и восточную (граница проходит по железной дороге), которые включают в себя микрорайоны:
- Западная часть: Коммунистический, Комсомольский, Курчатовский, Ленинский, Нахимовский, Первомайский, Солнечный, Уральский;
- Восточная часть: Ашкадарский, Железнодорожный, Краснознаменский, Михайловский, Северный, Советский, Шахтау, Южный.

## Местное самоуправление
Структуру органов местного самоуправления составляют:
- представительный орган городского округа, именуемый Советом;
- глава городского округа, именуемый председателем Совета;
- администрация городского округа, именуемая Администрацией;
- контрольно-счётный орган, именуемый Контрольно-счётной палатой.

Высшим должностным лицом города является глава администрации Стерлитамака (мэр, с 2006 года — глава администрации городского округа город Стерлитамак). Главами администрации являлись:
- Спартак Ахметов (1992—2007);
- Ильгиз Шарипов (2007—2009);
- Вахит Абдрахимов (2009—2010);
- Алексей Изотов (2010[55]—2016);
- Владимир Куликов (2016[56]—2021[57]);
- Рустем Газизов (2021—2024[58]);
- Эмиль Шаймарданов (и. о., с 19 сентября 2024)[59].

Председателем Совета с 19 сентября 2024 года является Сыров Игорь Анатольевич.

## Образование

### Дошкольное образование
На сегодняшний день в Стерлитамаке функционирует 71 дошкольное образовательное учреждение, в числе которых 8 частных. Кроме того, в шести общеобразовательных учреждениях имеются дошкольные группы. Всего учреждения для дошкольников посещают 18 107 детей. Оказанием услуг в сфере дошкольного образования города на сегодняшний день занимаются 26 индивидуальных предпринимателей. Ими оказываются услуги по присмотру и уходу за детьми в режиме полного и кратковременного пребывания, услуги по дополнительному образованию дошкольников.

### Общее образование
В учреждениях среднего образования обучается 36 726 человек. На территории городского округа в целом работает 39 общеобразовательных школ.

## Здравоохранение
В городе функционируют 12 больничных учреждений, на которые приходится 2700 больничных коек, а также 18 амбулаторно-поликлинических учреждений.

## Культура
В городе имеются Стерлитамакский историко-краеведческий музей, картинная галерея Башкирского государственного художественного музея им. М. В. Нестерова, «Театральное объединение г. Стерлитамака» (куда входят: Государственный русский драматический театр, Стерлитамакский башкирский драматический театр, Стерлитамакский театр танца), театр-студия «Бенефис», городская филармония. Действуют два кинотеатра (кинокомплекс на 6 залов «Мираж cinema» и кинокомплекс на 7 залов «Кинопорт»), 5 дворцов и домов культуры, Дворец пионеров и школьников имени А. П. Гайдара.

## Религия
Православные храмы:
- Свято-Никольский кафедральный собор;
- Храм Иоанна Предтечи;
- Церковь Тихвинской иконы Божией Матери;
- Церковь Татианы

Мечети:
- Мечеть Халид бин Валид;
- Мечеть Мухаммадсалим;
- Старая мечеть

Старообрядческие храмы:
- Церковь Василия Великого (ДПЦ);
- Старообрядческий молельный дом

Протестантские общины:
- Дом молитвы для всех народов евангельских христиан-баптистов;
- Дом молитвы евангельских христиан-баптистов «Преображение»;
- Дом молитвы христиан веры евангельской «Живая вера»;
- Новоапостольская церковь;
- Молитвенный дом евангелически-лютеранской церкви

Армянская апостольская церковь:
- Армянская церковь

## Достопримечательности

### Памятники и скульптурные композиции
- Памятник неизвестному солдату
- Памятник Воинам-интернационалистам
- Памятник на 5-й версте Уфимского тракта (место расстрела членов Стерлитамакского ВРК в 1918 г.)
- Памятник Ленину — на проспекте Ленина
- Памятник Самовару (на набережной)
- Монумент «Освобождение»
- Памятник труженикам тыла
- Памятник первому учителю — перед входом в школу № 31 (открыт в августе 2010 года)[62]
- Памятник советскому лётчику-космонавту Юрию Алексеевичу Гагарину — в парке культуры и отдыха им. Ю. А. Гагарина (открыт в июне 2014 года)[63]
- Памятник отцу — на аллее по проспекту Ленина (открыт в мае 2015 года)[64]
- Скульптурная композиция «Здравствуйте» (памятник семье) — на аллее по проспекту Октября (открыт в мае 2015 года)[64]
- Скульптура Матери — в сквере Матери за кинотеатром «Искра» (открыта в мае 2016 года)[65]

### Парки и скверы
- Парк Гагарина (Стерлитамак)[66]
- Парк Победы (Стерлитамак)[67]
- Сквер им. Маршала Г. К. Жукова
- Парк Кирова (Стерлитамак)
- Парк культуры и отдыха содовиков / парк Сода (Содовик)[68]
- Мемориальный сквер имени Шепелюка на улице Коммунаров
- Мемориальный сквер «Пятая верста» на проспекте Ленина

Площадь Победы
Центральной площадью Стерлитамака является площадь Победы с расположенным на ней мемориальным комплексом «Вечный огонь». Площадь и памятник являются местом проведения городских торжеств, связанных с Великой Отечественной войной. Каждый День Победы на площади проводится концерт для ветеранов, возлагаются цветы к Вечному огню. Мемориал — одно из любимых мест посещения молодожёнами, они фотографируются на фоне памятника и в Парке Победы.

## Инфраструктура
Стерлитамак — промышленный город с полноценной инфраструктурой и налаженной транспортной системой. Строительство движется большими темпами, расширяются новые микрорайоны (Юго-Западный, Солнечный, ВТС). Ведётся застройка западного и южного районов города (микрорайоны Солнечный, Лазурный, Западный, Прибрежный).

## Дорожная сеть
В Стерлитамаке зарегистрировано 75—78 тысяч автомобилей (2012 г.).
Главными улицами города являются:
- проспект Ленина — от Уфимского тракта до Вечного огня;
- улица Худайбердина — от Раевского тракта (автовокзал) до реки Ашкадар;
- улица Мира — связывает район ВТС с центром города;
- Коммунистическая улица, улица Артёма, проспект Октября — связывают районы Юго-западный, Солнечный, Больничный городок с центром города.

В связи с тем, что фактически единственными улицами, связывающими запад и восток города, являются улицы Худайбердина и Черноморская, нагрузка на эти улицы за последние годы возросла. В связи с этим было принято решение о строительстве южной объездной дороги, которая должна разгрузить улицы и улучшить экологическую обстановку города. Но уже утверждённый проект был заморожен в связи с недостатком средств (был построен только основной пролёт моста через реку Стерлю). В данный момент утверждён новый проект по строительству этой дороги, который оказался в 6 раз дешевле предыдущего. Двухполосная дорога была построена и открыта весной 2011 года.
С запада город огибает автомобильная дорога Р-240, служащая для пропуска транзитного автотранспорта, движущегося по автодороге Уфа — Оренбург, в обход городов Стерлитамака, Ишимбая и Салавата.

## Экономика
Промышленность
Экономический потенциал города во многом определяют крупные химические и нефтехимические предприятия. B 2008 году химиками и нефтехимиками отправлено товарной продукции на сумму 37 млрд 340 млн рублей.
Предприятие «Сода» в 2008 году отгрузило продукции на 13 млрд 788 млн рублей. Акционерным обществом «Каустик» было отгружено продукции на 10 млрд 344 млн рублей (1 апреля 2013 года ОАО «Сода» и ОАО «Каустик», а также Березниковская содовая компания были объединены в одно предприятие ОАО «Башкирская содовая компания»).
Стерлитамакским нефтехимическим заводом отгружено потребителям продукции на 3 млрд 868 млн рублей. СНХЗ остаётся единственным в России поставщиком фенольных антиоксидантов для производства каучуков, продолжает развитие производства стабилизаторов серии «Агидол».
Машиностроительная и станкостроительная отрасли производства в городе представлены крупными акционерными обществами: «Стерлитамакский станкостроительный завод» (ныне ООО «НПО Станкостроение»), «Красный пролетарий», «Вагоноремонтный завод», «Завод Строймаш», «Концерн Инмаш» (ныне ООО "Концерн «Инмаш»), а также многочисленными торгово-производственными предприятиями («Станкомонтаж»).
Кроме того, в городе работают мощные предприятия стройиндустрии и стройматериалов. Обществом «Строительные материалы» в течение 6 месяцев отгружено цемента, клинкера и другой продукции на сумму 2 млрд рублей. При этом содовикам впервые за последние 14 лет удалось достичь объёма производства цемента свыше 1 млн тонн. (ОАО «Строительные материалы» — самостоятельное предприятие, к ОАО «Сода» отношения не имеют). Работают строительные организации, крупнейшая из которых — это ОАО «Стерлитамакстрой».
Пищевую промышленность города представляют: Стерлитамакский спиртоводочный комбинат — филиал ОАО «Башспирт», пивоваренный завод «Шихан» (принадлежит ГК «Арнест», ранее — филиал компании Heineken), Стерлитамакский хлебокомбинат, отметивший в 2009 году 100-летие, также на территории города находятся 2 крупных молочных комбината, 4 колбасных завода.
Промышленным сектором города произведено и отгружено продукции на 43,2 млрд рублей, индекс промышленного производства составил 85,7 %.
Китайская компания Triangle планирует построить шинный завод мощностью более 4 млн шин в год. Объём инвестиций в проект составит около 250 млн евро на первом этапе.

## Транспорт
Рядом со Стерлитамаком проходят автотрассы:
- Р240 Уфа — Оренбург.
- 80К023 Подъезд к г. Стерлитамаку — от авто дороги Р240 Уфа — Оренбург (Уфимский тракт).
- 80К026 Стерлитамак — Магнитогорск.
- 80К027 Стерлитамак — Салават (Оренбургский тракт).
- 80Н052 Стерлитамак — Красноусольский.
- 80Н053 Стерлитамак — Раевский (Раевский тракт).
- 80Н054 Стерлитамак — Стерлибашево (Стерлибашевский тракт).

### Троллейбус
Основным общественным транспортом в Стерлитамаке является троллейбус. Ежедневно для перевозки пассажиров на 10 маршрутов выходят 100—110 машин из 1 троллейбусного депо, перевозящие более 100 тысяч горожан ежедневно, что составляет около 50 % перевозок общественным транспортом. Для Стерлитамака стало традицией проводить троллейбусные пути в районы новостроек, что объясняет большую популярность троллейбуса в городе. Большая часть троллейбусов была произведена на Башкирском троллейбусном заводе.
Со 2 июня 2022 года стоимость проезда составляет 24 рубля, по транспортным картам стоимость проезда ниже и различается для разных карт и разных категорий граждан.

### Автобус
Также в городе действует автобусное сообщение. Основные маршруты проходят по главным улицам города и в большинстве своём повторяют троллейбусные маршруты, но уступают по интервалу движения. Стерлитамак к 2006 году отказался от использования автобусов ПАЗ, и перевозки осуществляет Стерлитамакское пассажирское автотранспортное предприятие (ГУП «Башавтотранс») на автобусах НефАЗ и Vector Next с пониженной посадкой.

### Другие виды общественного транспорта
В городе действуют маршрутные такси. Количество маршрутных такси постоянно увеличивается. Перевозку пассажиров на легковых автомобилях отечественного и иностранного производства осуществляют около 20 частных таксомоторных сетей.

### Железнодорожный транспорт
В городе проходит неэлектрифицированная железная дорога участка Уфа — Оренбург (линия Карламан — Мурапталово) Башкирского региона Куйбышевской железной дороги. Имеются три остановочных пункта железной дороги: Косяковка (на крайнем севере города, пригородное сообщение), Стерлитамак (центральный железнодорожный вокзал города, пригородное и дальнее сообщение) и платформа 150 км (на юго-западе города, пригородное сообщение). Основной недостаток железнодорожного транспорта на данном направлении — низкая скорость движения (дорога до Уфы займёт около 2 часов 40 минут на поезде дальнего следования и 3 часа 40 минут на пригородном поезде, для автобусов — 1,5 — 2 часа).
Через станцию Стерлитамак проходят поезда:
- Уфа — Стерлитамак — Ташкент;
- Стерлитамак — Уфа (рельсовый автобус)[75][76];
- Стерлитамак — Кумертау (рельсовый автобус)[77][78];
- Стерлитамак — Карламан (рельсовый автобус)[79][80].

### Междугородный автобус
Междугородное автобусное сообщение осуществляется с автовокзала и центрального рынка (бывший Колхозный рынок).
Основные маршруты, отправляющиеся с автовокзала:
- Стерлитамак — Уфимский аэропорт — Уфа;
- Стерлитамак — Оренбург;
- Стерлитамак — Екатеринбург;
- Стерлитамак — Октябрьский;
- Стерлитамак — Мелеуз;
- Стерлитамак — Раевка;
- Стерлитамак — Набережные Челны;
- Стерлитамак — Ижевск;
- Стерлитамак — Казань;
- Стерлитамак — Магнитогорск.

Основные маршруты, отправляющиеся с центрального рынка:
- Стерлитамак — Ишимбай;
- Стерлитамак — Салават.

### Аэропорт
К юго-западу от города имеется нефункционирующий аэропорт. Находится в 15 километрах от центра или в 7 километрах от объездной дороги.

## Экология и благоустройство города
В 1970-х годах в связи с ухудшением экологической обстановки в планах развития Стерлитамака появились проекты по озеленению города. К 2007 году количество берёзы увеличилось на 350 %, в 1990-е годы были проведены массовые посадки пирамидальных тополей.
В Стерлитамаке реализуется федеральная программа реформирования ЖКХ. В 2007 году Федеральным агентством по строительству и ЖКХ по итогам всероссийского конкурса на звание «Самый благоустроенный город России» Стерлитамаку присуждено первое место среди городов с населением до миллиона человек. Стерлитамак считается одним из самых зелёных и чистых городов не только республики, но и России. Внешнему облику Стерлитамака традиционно уделяют внимание и администрация города, и все коммунальные службы. В конкурсе на звание «Самый благоустроенный город России» Стерлитамак трижды — по итогам 1997, 2002 и 2005 гг. — занимал второе место среди городов с населением свыше 100 тысяч человек. А по итогам 2006 и 2012 гг. Стерлитамак стал победителем этого конкурса, дважды став «золотым» городом России. В рамках республиканского конкурса на звание «Самое благоустроенное городское (сельское) поселение Республики Башкортостан» среди муниципальных образований I категории Стерлитамак по итогам 2012 года занял первое место. Одной из причин улучшения экологической ситуации и благоустроенности стала стратегия администрации города в отношении основных промышленных предприятий: к каждому из 17 крупнейших заводов был «прикреплён» микрорайон города, который они должны обслуживать.
В 2009 году МУП «Управление парковым хозяйством» Стерлитамака заняло первое место в российском конкурсе «Хрустальное колесо 2009» среди парков России и стран СНГ в номинации «Лучший парк развлечений с количеством посетителей от 100 тыс. до 250 тыс. человек в год».
В 2012 году Стерлитамак занял 24-е место в списке самых загрязнённых городов России. Данные опубликовало Министерство природных ресурсов и экологии РФ в докладе «О состоянии и об охране окружающей среды Российской Федерации в 2012 году».
В 2013 году по итогам всероссийского конкурса «Самый благоустроенный город России» Стерлитамаку вновь присуждено первое место среди городов с населением до миллиона человек.

## Спорт
С середины прошлого века в городе развит мотоспорт, в частности спидвей и мотогонки по льду. В 1990-х при отсутствии финансирования команда города перестала участвовать в чемпионате России и других официальных соревнованиях. В 2002 году произошло второе рождение мотоспорта в городе, команда по нынешнее время[когда?] участвует в Суперлиге России в первой тройке по мотогонкам на льду. С 2007 года спортсмены клуба участвуют в чемпионатах мира и Европы по мотогонкам на льду (Кононов И. А., Архипов С. А., Самородов А. А., Чапало В. В.).
До 2007 года в городе действовал профессиональный футбольный клуб «Содовик», принимавший участие в первенстве России (в 2006—2007 годах играл в первом дивизионе). Финансирование клуба было прекращено после смены руководства ОАО «Сода», спонсора ПФК «Содовик». К началу 2008 года была закрыта детская футбольная школа, идёт ликвидация организации ПФК «Содовик».
В 2000 году в городе появился такой вид спорта, как флорбол. Женская сборная города «Шихан», состоящая в основном из студентов СТФК, дважды становилась бронзовым призёром России, в команде было 5 мастеров спорта, остальные имели звание КМС. В 2005 году команда распалась, в городе остались неравнодушные люди, которые стремятся возродить этот вид. Также в городе действует футбольный клуб «Каустик-Спортакадемия», играющий в кубке РБ.
Воспитанник Стерлитамакской ДЮСШ № 2 и тренера А. И. Ишмурзина Ильяс Ахметшин в 2012 году стал дважды мастером спорта России: по полиатлону и лыжам. Из крупных спортивных сооружений в Стерлитамаке в 2024 году действуют три стадиона: «Строитель», «Содовик», «Спортакадемия» и два бассейна (с длиной дорожки 25 метров).
28 декабря 2012 года был открыт спортивный комплекс «Стерлитамак-Арена», за первые 10 дней работы его посетили около 4 000 человек. В 2013 году на базе «Стерлитамак-Арены» был основан хоккейный клуб «Орлан». Хоккейный Клуб «Орлан» на сегодняшний день является отделением хоккея при МАУ СШОР городского округа города Стерлитамак. Это единственная в Стерлитамаке на сегодняшний день специализированная детская юношеская школа по хоккею с шайбой.
Целью ХК «Орлан» является подготовка высококвалифицированных хоккеистов для юношеских и юниорских сборных республики и России, а в скором будущем и для команд МХЛ, ВХЛ, КХЛ.
Открытие клуба состоялось 11.02.2013 года, его воспитанники выступают на республиканских, всероссийских и международных соревнованиях.

## Средства массовой информации

### Телевидение
Городской Телеканал UTV от интернет-провайдера АО «Уфанет». В сетке вещания освещаются городские новости, события, происшествия. Раз в неделю в прямом эфире выходит развлекательная передача «Почти суббота», а также STR live, в которой знаковые лица города отвечают на вопросы ведущего и зрителей.

### Печатные издания
- Старейшее печатное издание — «Стерлитамакский рабочий»[88].